# Liễu Nghị (Tam Quốc)
Liễu Nghị (tiếng Trung: 柳毅; bính âm: Liu Yi; ? - 205?) là quan viên, tướng lĩnh dưới quyền quân phiệt Liêu Đông thời Tam Quốc trong lịch sử Tam Quốc.

## Cuộc đời
Liễu Nghị quê ở quận Liêu Đông, U Châu, kiêu dũng thiện chiến, là tâm phúc của thái thú Liêu Đông Công Tôn Độ.
Năm 190, Công Tôn Độ thấy Trung Nguyên đại loạn, liền bàn bạc với thân tín là Liễu Nghị, Dương Nghi, muốn tự lập làm vương, xưng bá một phương.
Công Tôn Độ khi đó đã tiêu diệt Phù Dư, đánh chiếm Cao Ly, đẩy lui Ô Hoàn, thiết lập Bình Châu, tự lập làm Bình Châu mục. Độ lại phái Liễu Nghị vượt biển tấn công quận Đông Lai thuộc Thanh Châu, đánh đuổi thái thú, thiết lập Doanh Châu, có khả năng do Nghị làm thứ sử.
Năm 205, lúc này Tào Tháo bình định xong họ Viên ở Hà Bắc, phái Trương Liêu bình định Thanh Châu, đánh đuổi Liễu Nghị. Công Tôn Khang mất đi Doanh Châu.
Sau đó không còn ghi chép nào về Liễu Nghị 

## Trong văn hóa
Liễu Nghị không xuất hiện trong tiểu thuyết Tam quốc diễn nghĩa của La Quán Trung.